# Trichochaeta nemoteloides
Trichochaeta nemoteloides är en tvåvingeart som beskrevs av Jacques-Marie-Frangile Bigot 1878. Trichochaeta nemoteloides ingår i släktet Trichochaeta och familjen vapenflugor. Inga underarter finns listade i Catalogue of Life.